# Attigliano
Attigliano település Olaszországban, Terni megyében. Lakosainak száma 1949 fő (2023. január 1.). Attigliano Amelia, Bassano in Teverina, Bomarzo, Giove, Graffignano és Lugnano in Teverina községekkel határos.

## Népesség
A település népességének változása:
| Lakosok száma | 1992 | 1991 | 1949 |
|               | 2017 | 2018 | 2023 |